# الاختيار (مسلسل)
الاختيار مسلسل تلفزيوني مصري، من بطولة أمير كرارة من إخراج بيتر ميمي وتأليف باهر دويدار.

## قصة المسلسل
تدور أحداث المسلسل حول حياة قائد الكتيبة 103 صاعقة في الجيش المصري عقيد أ.ح أحمد صابر منسي الذي استشهد في كمين مربع البرث بمدينة رفح شمال سيناء، أثناء محاولته التصدي لهجوم مقاتلي دولة الخلافة الإسلامية في سيناء.

## طاقم العمل
- أمير كرارة: (أحمد منسي )
- أحمد العوضي: (هشام عشماوي)
- دينا فؤاد: (نسرين / زوجة هشام عشماوي)
- سارة عادل: (منار سليم / زوجة أحمد منسي)
- أحمد فؤاد سليم: (صابر / والد أحمد منسي)
- محمود حافظ: (سعد)
- إسلام حافظ: (معتصم)
- إنعام سالوسة: (والدة سعد وعبد الله)
- ضياء عبد الخالق: (توفيق فريج)
- عابد عناني: (عماد عبد الحميد)
- أشرف مصيلحي: (زوج شقيقة هشام عشماوي)
- أحمد الرافعي: (عمر رفاعي سرور)
- ياسر عزت: (سلمى المحاسنة)
- عبد الرحمن القليوبي: (عبد الله)
- أحمد ثابت: (وليد بدر)
- مها نصار: (مها عشماوي)
- محمد عبد السيد: (أشرف الغرابلي)

### أبطال كمين البرث
- رامز أمير: (الملازم سباعي)
- محمد عز: (خالد علي موسى)
- عصام السقا: (هرم)
- تامر مجدي: (علي علي)
- عمر عبد الحليم: (النقيب محمد صلاح)
- كريم عبد الجواد: (النقيب شبراوي)
- شريف البردويلي: (أحمد علي نجم)
- حسين كرارة: (الملازم حسنين)
- أحمد حمدي: (النقيب خالد مغربي)
- كريم عبد الخالق: (فراج)
- محمد السويسي: (رجب داخلية)
- أحمد الشاذلي: (الشاويش ماسا)
- هادي خفاجة: (إبراهيم أبو عميرة)

### ضيوف الشرف
- محمد رجب
- محمد إمام
- إياد نصار
- كريم محمود عبد العزيز
- عمرو سعد
- آسر ياسين
- ماجد المصري
- إيهاب فهمي
- أحمد وفيق
- حازم سمير
- صلاح عبد الله
- أحمد صلاح حسني في دور رامي حسنين
- دياب
- أحمد السقا

## وصلات خارجية
- الاختيار على موقع IMDb (الإنجليزية)
- الاختيار على موقع قاعدة بيانات الأفلام العربية
- الاختيار على موقع كينوبويسك (الروسية)
- الاختيار على موقع قاعدة بيانات الفيلم (الإنجليزية)

- مسلسل الاختيار على موقع السينما
- لائحة أبطال مسلسل الاختيار على موقع السينما